# Први човек на Месецу
Први човек на Месецу (енгл. First Man) је америчка биографска драма из 2018. године редитеља Дејмијена Шазела. Сценарио потписује Џош Сингер на основу књиге "Први човек: Живот Нила Армстронга" аутора Џејмса Хансена, док су продуценти филма Вик Годфрај, Марти Бувен, Ајзак Клауснер и Дејмијен Шазел. Музику је компоновао Џастин Хорвиц.
Насловну улогу тумачи  Рајан Гозлинг као астронаут Нил Армстронг, док су у осталим улогама Клер Фој, Џејсон Кларк, Кајл Чендлер, Кори Стол, Киран Хајндс, Кристофер Абот, Патрик Фјуџит и Лукас Хас. Светска премијера филма је била одржана 12. октобра 2018. у Сједињеним Америчким Државама.
Буџет филма је износио 70 милиона долара, а зарада филма је 105,7 милиона долара.

## Радња
Ово је филмска прича о НАСИНОЈ мисији да се човек спусти на Месец а у фокусу је Нил Армстронг (Рајан Гозлинг) у периоду од 1961. до 1969. године. Филм базиран на књизи, испричаће причу о великом жртвовању и цени која је морала бити плаћена у једној од најопаснијих мисија икада.

## Улоге
| Глумац         | Улога           |
| -------------- | --------------- |
| Рајан Гозлинг  | Нил Армстронг   |
| Клер Фој       | Џанет Армстронг |
| Џејсон Кларк   | Едвард Вајт     |
| Кајл Чендлер   | Доналд Слејтон  |
| Кори Стол      | Баз Олдрин      |
| Киран Хајндс   | Роберт Џилрут   |
| Кристофер Абот | Дејвид Скот     |
| Патрик Фјуџит  | Елиот Си        |
| Лукас Хас      | Мајкл Колинс    |
| Шеј Вигам      | Гас Грисом      |